# راهول كومار (سياسي)
راهول كومار (بالإنجليزية: Rahul Kumar)‏ هو سياسي هندي، ولد في 21 سبتمبر 1984. حزبياً، نشط في جنتا دال.